# Opel GT
Opel GT — двухместный спортивный автомобиль с передним расположением двигателя и задним приводом, первое поколение которого производилось с 1968 по 1973 годы под маркой Opel. За свою специфическую внешность Opel GT первого поколения получил прозвище «европейский Корвет». Второе поколение выпускался как спортивный родстер с 2006 по 2009 годы.  

## Первое поколение
Opel GT начали создавать в 1962 году, в 1965 году был готов концепт-кар. 
С 1969 компанию ему составил Opel GT Aero, который имел открытый кузов типа «тарга». Выпуск Opel GT начали в 1968 году. Собирали GT в Бохуме (Германия), а кузовы делали во Франции. Дизайнер — Лари Шинода.   

### Технические характеристики
Opel GT имел классическую компоновку, несущий стальной кузов, независимую переднюю подвеску на поперечной рессоре и зависимый задний мост на пружинах.  
Автомобиль оснащался базовым мотором объёмом 1,1 литра, который выдавал 68 л. с. и 1,9‑литровым двигателем мощностью 90 л. с. при 5100 об/мин. Оба варианта двигателя работали в паре с механической 4-ступенчатой коробкой передач, а 3-ступенчатый автомат компоновался только с двигателем объёмом 1,9 литра. Тормоза сзади — барабанные, спереди — дисковые.   

### Завершение производства
После окончания контракта в 1973 году французская фирма предпочла более выгодные заказы концерна Renault. Автомобилей с мотором 1,1 литра собрали 3573 штуки, а всего изготовили 103 463 экземпляра.  

## Второе поколение
Ответственный за производственную гамму всех отделений концерна General Motors Боб Лютц посетил дизайн-центр Opel, где ознакомился с проектом возрождения модели Opel GT. Этот проект разрабатывался в строгой тайне. Новый родстер вначале был представлен под маркой Vauxhall, потому что GT стал подарком для Vauxhall в честь празднования столетия. Впервые Opel GT был показан на Женевском автосалоне в 2006 году, а продажи автомобиля начались в 2007 году..  
С 2006 по 2009 год под именем Opel GT для европейского рынка производился родстер Saturn Sky. Для корейского рынка использовалось имя Daewoo G2X.  2007 году появился в Европе.   
На автомобиль установлен турбированный бензиновый мотор Ecotec объёмом 2,0 литра и мощностью 264 л. с. в паре с механической 6-ступенчатой коробкой передач с удлинёнными ходами рычага КП. Opel GT оснащён системой стабилизации.  